# Ford Falcon (Austràlia)
|  | Aquest article és sobre el model de cotxe australià. Per als models produïts en d'altres països, vegeu Ford Falcon. |

El Ford Falcon és un automòbil de turisme del segment F que ha estat fabricat per Ford Motor Company a Austràlia des de 1960. Cada model de la sèrie XA de 1972 en endavant ha estat dissenyat, desenvolupat i construït a Austràlia, després de l'eliminació gradual del Falcon americà de 1960-71, que havia estat redissenyat a nivell local per a les condicions més dures d'Austràlia. Com a resultat de la longevitat de la seva producció a Austràlia, el Falcon és un dels noms més importants de venda al món de la història de l'automòbil, venent-ne més de 3.000.000 en sis generacions l'any 2003, gairebé exclusivament a Austràlia i Nova Zelanda. A partir de juliol de 2007, Ford en ven més de 3.000 unitats per mes.
Ford n'ha fabricat més de tres milions d'unitats des de 1960 i ha encapçalat les llistes de vendes a Austràlia en moltes ocasions. Actualment, la línia Falcon té models disponibles tipus sedan, rural, camioneta, i furgoneta, tanmateix en el passat es va oferir en versió hardtop. Els Ford Falcon i la seva competència, els Holden Commodore, dominen les files de taxis a Austràlia i Nova Zelanda, i també s'utilitzen com a cotxes patrulla de la policia.
El Ford Falcon té un disseny de configuració automotriu que és continuadió de la del Falcon original; motor 6 cilindres en línia amb orientació longitudinal i tracció posterior, que li confereix un disseny molt audaç i cinètic, a més de ser molt robustos i aptes per a l'amplíssim horitzó de les terres australianes.

## Evolució del Ford Falcon australià

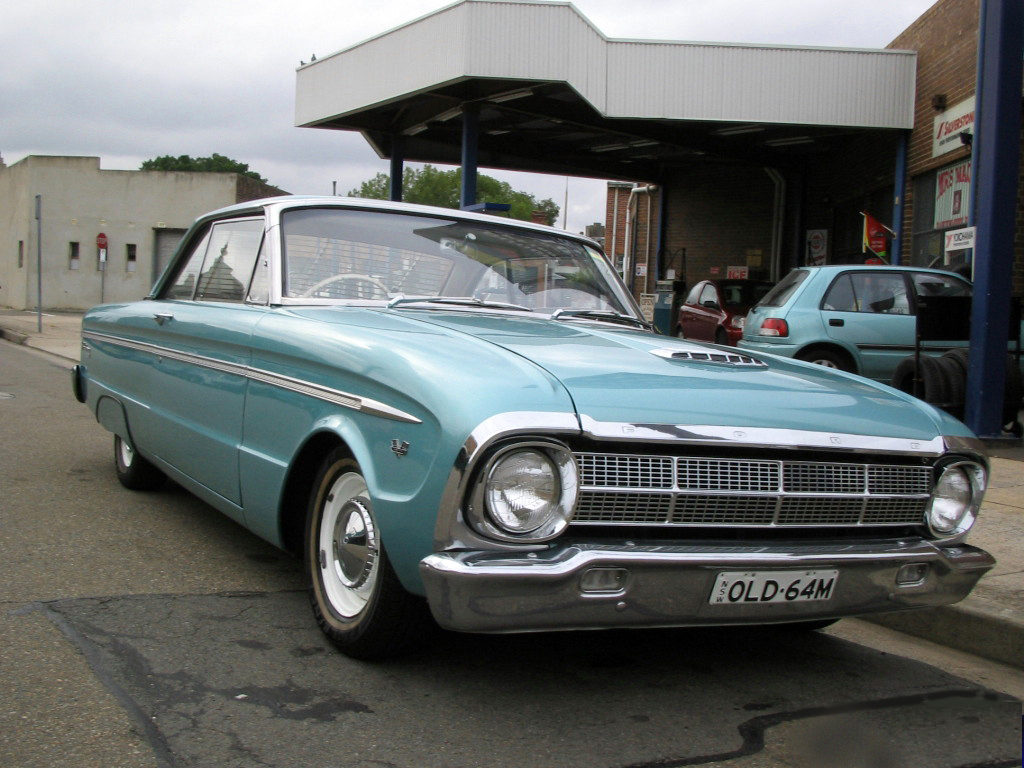
Ford Falcon XM, llançat el 1964, va ser el primer Falcon amb una carrosseria de disseny australià

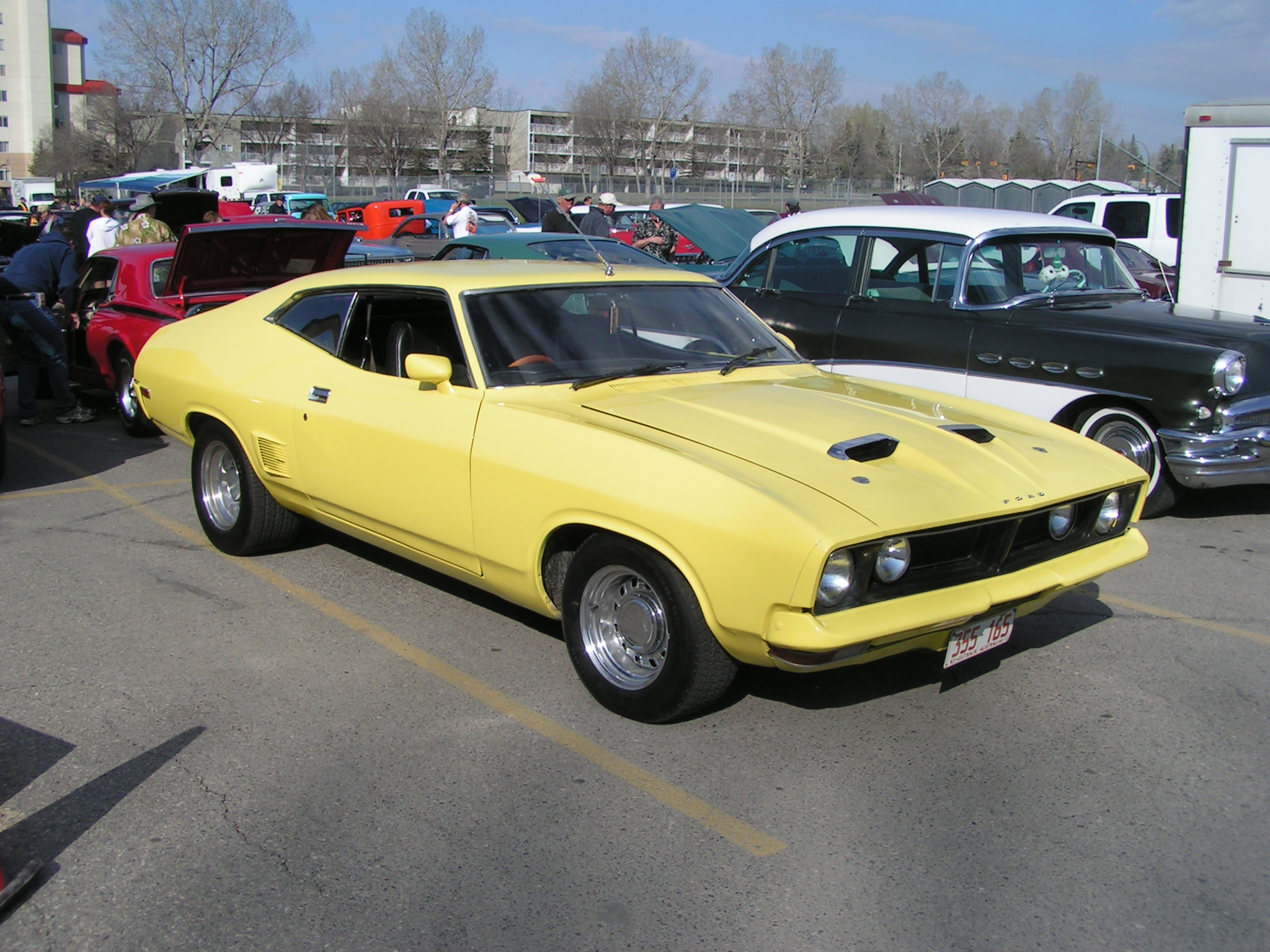
Ford Falcon XB de 1976, similar a l'Interceptor groc de la pel·lícula Mad Max

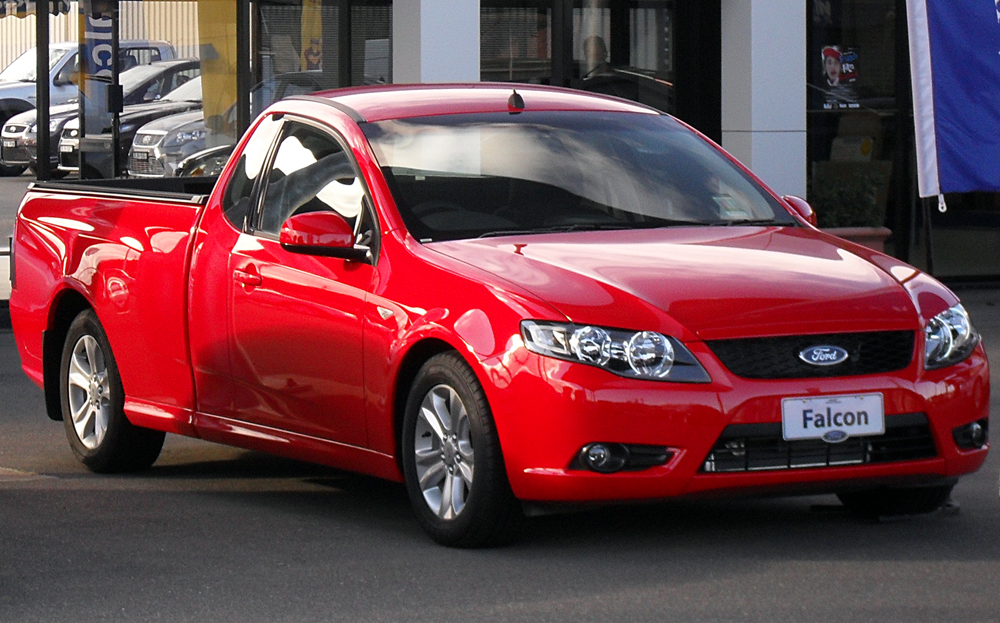
Camioneta Ford FG Falcon Ute de 2008

Primera generació (1960-1966)
- XK
- XL
- XM
- XP

Segona generació (1966-1972)
- XR
- XT
- XW
- XY

Tercera generació (1972-1979)
- XA
- XB
- XC

Quarta generació (1979-1988)
- XD
- XE
- XF
- XG
- XH

Cinquena generació (1988-1998)
- EA
- EB
- ED
- EF
- EL

Sisena generació (1998-2008)
- AU
- BA
- BF

Setena generació (2008-actualitat)
- FG